# Concattedrale di Żywiec
La concattedrale della Natività della Beata Vergine Maria (in polacco: Konkatedra Narodzenia Najświętszej Maryi Panny) è il principale edificio religioso cattolico della città di Żywiec, in Polonia, ed è concattedrale della diocesi di Bielsko-Żywiec.

## Storia
Intorno al 1470 la chiesa venne costruita in stile gotico e divenne parrocchia. Nel XVI secolo la chiesa fu ingrandita in due occasioni grazie al sostegno della famiglia Komorowski, al tempo proprietaria di Żywiec. La prima espansione è avvenuta negli anni 1515 - 1542, con l'estensione del presbiterio e della navata centrale. Il 9 ottobre 1547 la chiesa fu consacrata dal vescovo di Cracovia Erazm con il titolo della "Natività della Vergine Maria e di San Lorenzo Martire" in onore del promotore dell'estensione della chiesa, Lorenzo Komorowski. La successiva espansione è stata effettuata negli anni 1582 - 1583 ed ha interessato ancora una volta la navata centrale, con l'aggiunta di una torre quadrangolare, ad opera dell'architetto italiano Giovanni Ricci.
Negli anni 1711 - 1712 la chiesa è stata restaurata in seguito ad un incendio dovuto ad un fulmine che aveva colpito la torre campanaria e danneggiato il presbiterio. I lavori, finanziati dalla famiglia Wielopolski, hanno conferito alla chiesa un aspetto barocco. In seguito il campanile è andato distrutto e ricostruito due volte, negli anni 1723 - 1724 e nel 1821.
La chiesa è stata elevata a concattedrale della diocesi di Bielsko-Żywiec, contestualmente all'erezione della nuova diocesi, il 25 marzo 1992 con la bolla Totus tuus Poloniae populus, di papa Giovanni Paolo II.